# Hà Đông (quận)
Hà Đông quận (giản thể: 河东郡; phồn thể: 河東郡; bính âm: Hédōng Jùn), còn được gọi là Triệu Dương quận (兆陽郡), là một khu vực lịch sử trong các triều đại nhà Tần và Hán của Trung Quốc cổ đại. Hà Đông nằm ở phía đông của sông Hoàng Hà ở Sơn Tây (khoảng thời nay Vận Thành).

## Lịch sử
Quận Hà Đông được thành lập bởi nước Tần trong thời Chiến quốc. Trụ sở của quận này là An Ấp, thủ đô cũ của nước Ngụy. Trong triều đại Tây Hán (206 TCN－9), quận đó quản lý 24 huyện là: An Ấp (安邑), Đại Dương (大陽), Y Thị (猗氏), Giải (解), Bồ Phản (蒲反), Hà Bắc (河北), Tả Ấp (左邑), Phần Âm (汾陰), Văn Hỷ (聞喜), Hoạch Trạch (濩澤), Đoan Thị (端氏), Lâm Phần (臨汾), Viên (垣), Bì Thị (皮氏), Trường Tu (長脩), Bình Dương (平陽), Tương Lăng (襄陵), Trệ (彘), Dương (楊), Bắc Khuất (北屈), Bồ Tử (蒲子), Giáng (絳), Hồ Triếp (狐讘) và Kỳ (騏). Dân số là 962.912 vào năm 2, trong 236.896 hộ gia đình.
Trong triều đại Tào Ngụy, quận Bình Dương được thành lập riêng biệt từ một số huyện của Hà Đông. Vào đầu triều đại nhà Tấn, Hà Đông quản lý chín huyện, bao gồm An Ấp, Văn Hỷ, Viên, Phần Dương, Đại Dương, Y Thị, Giải, Bồ Phản và Hà Bắc. Trong triều đại phương Bắc, một phần của quận được chia ra để tạo thành quận Hà Bắc mới, và một số huyện trở thành một phần của các quận .
Năm 583, quận này được sáp nhập vào Bồ Châu (蒲州) Sau này, quận Hà Đông sẽ trở thành một tên thay thế của Bồ. Dân số sẽ là 469.213 vào năm 742, trong 70.800 hộ gia đình.